# Paso Laguna Sico
Paso Laguna Sico es un paso de frontera entre la República Argentina y la República de Chile, su finalidad es para permitir el paso de una línea de energía eléctrica a la II Región de Antofagasta, la habilitación es permanente. A 15 km de distancia se encuentra una avanzada policial y a 185 km de distancia del paso esta el reten Toconao. La altura del paso es de 4090 m s. n. m..